# Earth First!
Earth First!, o EF!, è un movimento ecologista radicale nato nel 1979 negli Stati Uniti d'America e diffusosi dapprima nei Paesi anglofoni, quindi nel resto del mondo nel corso degli anni ottanta.

## Le origini
Le sue origini sono da ricercarsi nel dibattito nato in seno al più vasto ambito di critica ambientalista, le cui origini possono essere simbolicamente rintracciate nel libro Primavera silenziosa di Rachel Carson.
«La terra prima di tutto!» divenne lo slogan dell'organizzazione fondata da Dave Foreman, Mike Roselle e altri, alle cui prime riunioni partecipò Edward Abbey, scrittore statunitense noto per il romanzo I sabotatori (1975).

## Obiettivo
Il gruppo nacque con l'obiettivo esplicito di mettere in luce l'impatto delle comunità umane sugli ecosistemi naturali, allo scopo di ripensare radicalmente il sistema di relazione che lega l'uomo ai territori che vive e plasma nel suo percorso di civilizzazione. Una serrata critica alle speculazioni capitalistiche e all'iper sviluppo tecnologico delle società occidentali divennero parte integrante del bagaglio culturale del movimento, il cui dibattito interno fu ben presto polarizzato dall'urgenza di accompagnare alla funzione di denuncia l'azione diretta contro lo sfruttamento della natura.

## Storia
Diverse campagne caratterizzarono la vita dell'organizzazione nel corso degli anni ottanta (di particolare importanza quella del 1985 per la salvaguardia della Foresta Nazionale di Willamette), campagne che furono spesso caratterizzate da azioni di disturbo (come arrampicarsi sugli alberi o infilare lunghi chiodi nel fusto per impedirne l'abbattimento) e dalla pratica della disobbedienza civile mutuata dal pensiero del filosofo H. D. Thoreau.
Nel corso degli anni novanta emersero differenti propensioni all'interno della formazione: all'iniziale avvicinamento all'ecologia profonda, fondata da Arne Næss nel 1972, si avvicendò una più marcata propensione anarchica. Gli attivisti sottolinearono la necessità di abbandonare attività potenzialmente lesive della salute e dell'integrità fisica delle persone e tale differente visione di azione sfociò in una scissione nel 1992, con la conseguente nascita dell'Earth Liberation Front.
Nonostante le critiche piovute sull'organizzazione nel corso dei primissimi anni novanta da parte dell'ecologista sociale Murray Bookchin (dovute alle tesi di Chris Maney ed Edward Abbey in tema di Aids e immigrazione, definite «anti-umaniste»), l'organizzazione conobbe ancora una volta un momento di rilancio sul finire degli anni novanta; periodo caratterizzato da una marcata riflessione sul tema della violenza, sulle pratiche dell'azione diretta e sulla necessità di preservare la caratteristica organizzazione non verticistica del gruppo.
Earth First Journal è il periodico d'informazione del movimento.